# La niña de la cabra
La niña de la cabra es una película hispano-rumana de drama de 2025, escrita y dirigida por Ana Asensio. Está protagonizada por Alessandra González y Juncal Fernández. Se estrenó en el Festival de Málaga el 18 de marzo de 2025, y se estrenó en cines españoles el 11 de abril de 2025, con distribución de Avalon.

## Trama
En el Madrid de 1988, Elena (Alessandra González) ve cómo su visión del mundo cambia gracias a su amistad con una niña gitana, Serezade (Juncal Fernández), mientras lidia con la muerte de su abuela de cara a su comunión.

## Reparto
- Alessandra González como Elena
- Juncal Fernández como Serezade
- Lorena López como Marisa
- Javier Pereira
- Gloria Muñoz
- Enrique Villén como Carrillo
- Zaira Romero[2]
- Sivia Torregrossa[2]

## Producción
El 15 de julio de 2023, se anunció que el rodaje de la película La niña de la cabra había comenzado en Madrid bajo la dirección de Ana Asensio. Entre las localizaciones del rodaje se incluyeron la Parroquia San Matías. Las debutantes Alessandra González y Juncal Fernández fueron anunciadas como las actrices protagonistas de la película, mientras que Gloria Muñoz, Lorena López, Javier Pereira, Zaira Romero, Silvia Torregrosa y Enrique Villén fueron anunciados como los actores miembros del reparto adulto. Aunque el presupuesto total de la película se desconoce, La niña de la cabra recibió 774.365 euros procedentes de la ayudas generales del ICAA.

## Lanzamiento y marketing
En febrero de 2025, junto con el resto de la programación del Festival de Málaga de 2025, se anunció que la película tendría su estreno mundial en el festival el 18 de marzo de 2025. En marzo de 2025, Avalon lanzó el tráiler de la película y programó su estreno en cines españoles para el 11 de abril de 2025.